# Daniela Trbović
Daniela Trbović (Karlovac, 27. rujna 1963.) je televizijska voditeljica na HRT-u.

## Životopis
U rodnom gradu završila je osnovnu i srednju školu, te započela studij medicine u Zagrebu; od studija je kasnije odustala i zaplovila voditeljskim vodama na HRT-u. Rastavljena je i ima sina Lovru; živi u Zagrebu.

## Televizijska karijera
Prvi put se pojavila na televiziji 27. veljače 1990. na tadašnjem programu Z3, gdje je vodila razne emisije zabavnog karaktera. Proslavila se vođenjem zabavno-glazbene emisije Hit depo u duetu s kolegom Hamedom Bangourom. Emisija je ugašena nakon više od deset godina emitiranja. Zatim je vodila nedjeljnu zabavnu emisiju Od 5 do 7, da bi se 2004. godine vratila u prve televizijske redove kao voditeljica kviza Najslabija karika.
Osim navedenih emisija, vodila je mnoge manifestacije i zabavne programe. Krajem listopada 2008. godine sudjeluje kao natjecateljica u glazbeno-zabavnom spektaklu Ples sa zvijezdama.

## Filmografija

### Televizijske uloge
- Bitange i princeze, kao voditeljica Danijela (2006.)
- Luda kuća, kao inspektorica (2006.)
- Oblak u službi zakona, kao žena ispred kluba (2022.)

### Filmske uloge
- Novogodišnja pljačka, kao TV-voditeljica (1997.)

### Voditeljske uloge
- Večernjakova ruža 2022., s Barbarom Kolar (2023.)
- 5.com s Danielom (2019. – 2023.)
- Glazbeni dani HRT-a – Opatijske serenade Jazz orkestra HRT-a, s Franom Ridjanom (2019.)
- Zlatni studio, kao voditeljica s Franom Ridjanom i Ivanom Vukušić (2018., 2019., 2021., 2022.)
- Dan HRT-a, s Franom Ridjanom (2018.)
- Najljepši školski vrtovi, s Davorom Meštrovićem (2018.)
- Žene, povjerljivo! (2017. – 2019.)
- Ritam ljeta (2017.)
- BezVeze (2015. – 2016.)
- Hit godine, s Draženom Ilinčićem i Tarikom Filipovićem (2014.)
- Volim Hrvatsku (2014. – 2015.)
- Dobro jutro, Hrvatska (2013. – 2019.)
- 8. kat, kao voditeljica (2010. – 2015.)
- Evergreen (2010.)
- Od 5 do 7
- Najslabija karika (2004. – 2010.)
- Porin, kao glavna voditeljica (1996., 1997., 2001., 2002., 2008., 2009.)
- Dora, kao voditeljica s voditeljima Mirkom Fodorom, Duškom Ćurlićem, Mirkom Fodorom, Ljiljanom Vinković, Davorom Meštrovićem, Karmelom Vukov-Colić, Jelenom Lešić, Barbarom Kolar i Doris Pinčić (1994. i 1995.; 1996. i 1998.; 2003.; 2021.)
- Sedma noć (1992.)
- Hit depo, s Hamedom Bangourom (1991. – 2001.)
- Miss Hrvatske, kao voditeljica

## Vanjske poveznice
- T-Portal; Daniela Trbović se razvela
- Intervju